# Polipo (proxy)

The LAMP (software bundle) con polipo como servidor proxy de reenvío y almacenamiento en caché web ligero. Una solución de alto rendimiento y disponibilidad para un entorno hostil.

Polipo es un servidor proxy de reenvío y almacenamiento en caché web ligero. Polipo es compatible con HTTP 1.1, soporta IpV4, IpV6, filtrado de tráfico y mejora de privacidad. Para minimizar la latencia, Polipo usado pipelines de solicitudes de recursos y multiplexa múltiples transacciones sobre la misma conexión TCP/IP.
Polipo es un software libre publicado bajo licencia del MIT. Funciona en los sistemas GNU/LINUX, OpenWrt, Microsoft Windows, Mac OS X  y FreeBSD.
Polipo puede ser configurado para usar caché en disco y servir contenido almacenado en caché sin conexión y realizar diversas formas de filtrado de contenido.

## Diseño
Polipo está diseñado para ser utilizado como una memoria caché web personal o una caché web compartida entre unos pocos usuarios para impulsar el acceso a internet. Diseñado para ser rápido, ligero y pequeño, es útil cuando los recursos del sistema para un proxy mayor no están disponibles. Debido a esta razón, ha sido usado como una correa de sujeción en el OpenWrt.

## Características
La rápida, ligera y pequeña huella de memoria del servidor proxy Polipo utiliza una variedad de técnicas:
- La rápida, ligera y pequeña huella de memoria del servidor proxy Polipo utiliza una variedad de técnicas:
- Polipo actualizará peticiones de clientes a HTTP / 1.1 incluso si vienen de una anterior como HTTP / 1.0.
- Polipo hará la navegación web más rápida o al menos parecerá tener menos latencia.
- Polipo meterá en caché el segmento inicial de una descarga y ésta se puede completar más adelante mediante solicitudes de intervalo, en caso de interrupciones.
- Polipo puede en cierta medida sustituir el filtrado, los proxies de protección de la intimidad como Privoxy o WWWOFFLE, que proporciona capacidades de bloquear o redirigir las peticiones, censurar cabeceras de petición HTTP y la información referente. [6]
- Polipo tiene soporte completo para IpV6.
- Debido a que Polipo puede comunicarse con IpV4 y IpV6, se puede utilizar como un puente entre ambos.
- Polipo puede comunicarse con los protocolos: SOCKS4 y SOCKS5.
- Polipo hace una buena canalización de HTTP1.1, por lo que mejora la latencia de la comunicación.
- Polipo sirve como un caché web.

### Limitaciones
Polipo se limita a los tamaños de archivo 2G o 4G en sistemas de 32 bits que provocará errores al servir pedidos grandes.

## Interfaces gráficas
Algunos proyectos independientes de interfaces gráficos para usuario son:
- Solipo - Interfaz gráfica de polipo para Windows OS
- Dolipo - Interfaz gráfica para Mac OS X
- Polipoid - Interfaz gráfica para Android.